# アルブレヒト・アルトドルファー
アルブレヒト・アルトドルファー（Albrecht Altdorfer, 1480年頃 ‐ 1538年2月12日）は、16世紀前半に活動したドイツの画家。ドナウ派の代表的画家であり、西洋絵画史において、歴史画や物語の背景としての風景ではない、純粋な「風景画」を描いた最初期の画家と言われている。絵画のほか、建築、写本挿絵、版画なども手掛けた。

## 生涯

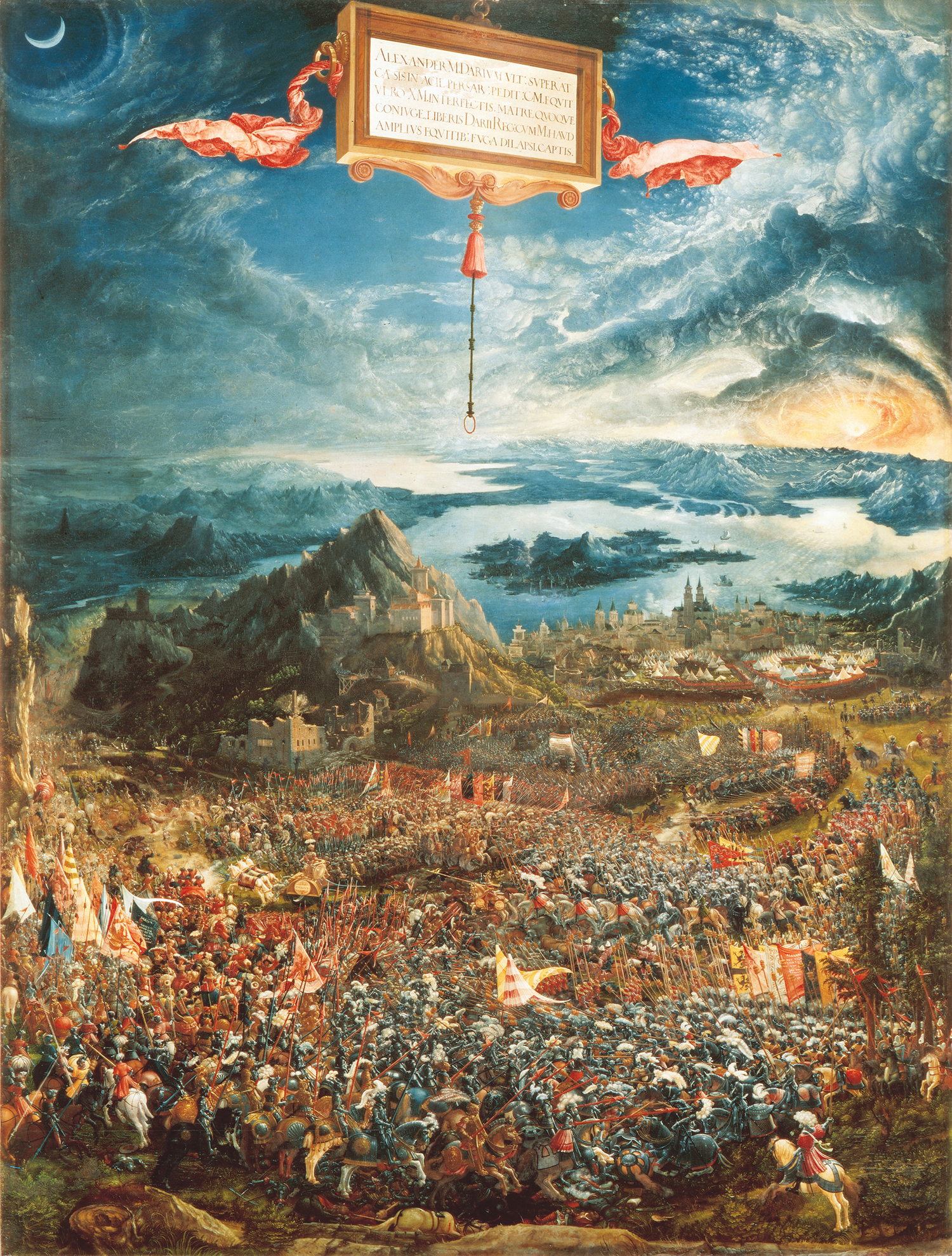
『アレクサンダー大王の戦い』

生年は未詳だが、1480年頃の生まれで、生地はドイツ東南部のレーゲンスブルクであると推定される。父ウルリヒも画家で、主に写本挿絵を手がけていた。幼少期、修業期のことはあまり明らかでないが、現存する作品中に羊皮紙に描かれたものが複数あることやその作風から、アルブレヒトも写本挿絵画家として出発したのではないかと考えられている。
アルトドルファーは1491年、家族とともに一旦レーゲンスブルクを離れ、北方60キロのアンベルクに移住したが、後に再びレーゲンスブルクに戻っている。彼は、1505年には生地レーゲンスブルクにてマイスター（親方）として登録されており、この頃（20歳代半ば）には芸術家として独り立ちしていた。1515年頃には、神聖ローマ皇帝マクシミリアン1世（在位：1493年 - 1519年）が作らせた『マクシミリアン祈祷書』という大規模な写本の制作にデューラーらとともに参加している。
アルトドルファーは1519年よりレーゲンスブルク市の参事会員などの要職につき、1526年には同市の建築家に任命されている。さらに1528年にはレーゲンスブルク市長への就任を要請されたが、制作が忙しいからという理由で固辞している。アルトドルファーが当時制作していたのは、膨大な数の人物を圧倒的な細部描写で描いた『アレクサンダー大王の戦い』で、バイエルン公ヴィルヘルム4世（在位：1508年 - 1550年）のために制作した歴史画である。
アルトドルファーは、西洋絵画史において、宗教画や歴史画の背景としての風景ではない、純粋な風景画を描いた最初期の画家とされており、『城のある風景』（1526年 - 1528年頃、制作時期については諸説あり）などのドナウ川流域の風景を描いた風景画を残している。1538年、レーゲンスブルクで没した。

## 代表作
- 『エジプト逃避途上の休息』（1510年）ベルリン美術館
- 『森の中の聖ゲオルギウス』（1510年）ミュンヘン、アルテ・ピナコテーク
- 『修道院を去る聖フロリアヌス』 (1518-1520年頃) フィレンツェ、ウフィツィ美術館
- 『聖フロリアヌスの殉教』 (1518-1520年頃) フィレンツェ、ウフィツィ美術館
- 『聖母に別れを告げるキリスト』 (1520年頃) ナショナル・ギャラリー (ロンドン)
- 『ザンクト・フロリアン祭壇画』（1518年）ウィーン、美術史美術館ほか分蔵
- 『聖母マリアの誕生』（1520年頃）ミュンヘン、アルテ・ピナコテーク
- 『スザンナと長老たち』（1526年）ミュンヘン、アルテ・ピナコテーク
- 『アレクサンダー大王の戦い』（1529年）ミュンヘン、アルテ・ピナコテーク
- 『城のある風景』（1526-1528年頃）ミュンヘン、アルテ・ピナコテーク